# Jorge Meléndez Ramírez

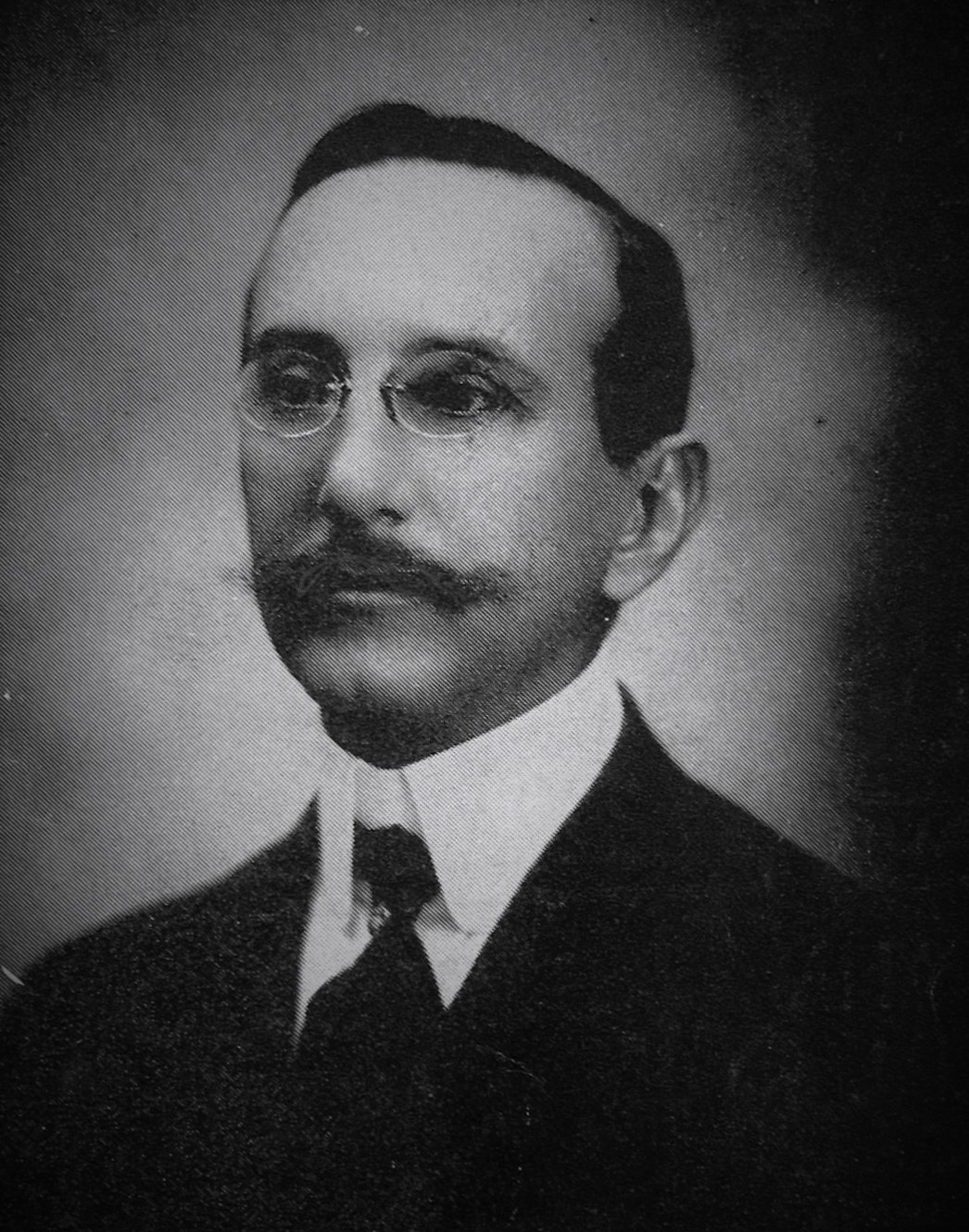
Jorge Meléndez Ramírez

Jorge Meléndez Ramírez (* 15. April 1871 in San Salvador; † 22. November 1953 ebenda) war ein salvadorianischer Politiker und vom 1. März 1919 bis 28. Februar 1923 Präsident von El Salvador.

## Leben

### Herkunft und Privatleben
Ramírez’ Mutter Mercedes war die Tochter von Norberto Ramírez Áreas, sein Vater Rafael Meléndez war von Beruf Schneider. Eine seiner Schwestern, Leonor, heiratete Alfonso Quiñónez Molina. Weitere Geschwister waren Rafael, Francisco, Guillermo, Carmen de Letona, Sor und Carlos Meléndez Ramirez, die Familie Meléndez ist Teil des Agujero de oro. Jorge heiratete Tulla Mazzini. Mit ihr hatte er drei Kinder (Jorge, der sehr früh starb, María de los Angeles und Ricardo).

### Politische Laufbahn
Jorge war der Eigentümer der Zuckerrohrbetriebe Ingenio Prusia zwischen San Salvador und Lago de Ilopango und von El Ingenio Venecia bei San Miguel. Die Partei der Meléndez Quiñónez Dynastie war die Partido Nacional Democrático (PND). Als sein Bruder 1919 starb, erbte Jorge das Präsidentenamt von ihm.
| Vorgänger       | Amt                                                         | Nachfolger              |
| --------------- | ----------------------------------------------------------- | ----------------------- |
| Carlos Meléndez | Präsident von El Salvador 1. März 1919 bis 28. Februar 1923 | Alfonso Quinónes Molina |

| Personendaten    | Personendaten                                                         |
| ---------------- | --------------------------------------------------------------------- |
| NAME             | Meléndez Ramírez, Jorge                                               |
| KURZBESCHREIBUNG | salvadorianischer Politiker und Präsident von El Salvador (1919–1923) |
| GEBURTSDATUM     | 15. April 1871                                                        |
| GEBURTSORT       | San Salvador, El Salvador                                             |
| STERBEDATUM      | 22. November 1953                                                     |
| STERBEORT        | San Salvador, El Salvador                                             |